# سياسات جامعة الدول العربية
جامعة الدول العربية (بالإنجليزية: Politics of the Arab League)‏هي منظمة سياسية تهدف إلى التنسيق بين أعضائها في الشؤون الاقتصادية، بالإضافة إلى حل النزاعات بين أعضائها دون طلب مساعدة خارجية. وتمتلك أعضاء في الدول تمثل البرلمان في القضايا الخارجية التي تكون تحت إشراف الأمم المتحدة.

## إدارة جامعة الدول العربية
أيد ميثاق جامعة الدول العربية على مبدأ الوطن العربي  الموحد مع اعلان الاحترام للسيادة الفردية للدول الأعضاء.
تمت الموافقة على النظام الداخلي لمجلس جامعة الدول العربية ولجانها في أكتوبر عام 1951، أما الموافقة على نظام الأمانة العامة في مايو 1953.
منذ ذلك الوقت فقد تمت إدارة النظام على أساس الازدواجية، فقد جاءت المحافظة على السيادة الفردية من الرغبة الطبيعية للنخبة الحاكمة للبقاء على السلطة والاستقلال في اتخاذ القرار، وأيضًا مخاوف الاغنياء من الفقراء الذين سيشاركونهم ثروتهم باسم القومية العربية، والخلافات بين الحكام العرب وتأثير القوى الخارجية التي تشكل خطرا على الوحدة العربية، كل هذا عزز هذه الازدواجية في إدارة الجامعة.

## السياسات الخارجية في مفاوضات الأمم المتحدة

المجموعة العربية أرجوانية اللون في المنتصف.

عملت جامعة الدول للعربية كمجموعة عربية في مفاوضات اتفاقية الامم المتحدة بشأن التغير المناخي؛ لأن جميع دول الجامعة العربية المكونة من 22 دولة هي أطراف في الاتفاقية أثناء المفاوضات غالبًا ما يتخذ الجميع موقفًا مشتركا اتجاه القضايا المطروحة، ويقدمون التدخلات والبيانات المشتركة.

## السياسات الداخلية

### العراق
دعمت جامعة الدول العربية دولة العراق بحكومة موحدة وكما أدان الاحتلال الأمريكي للعراق.

### فلسطين
دعمت جامعة الدول العربية فلسطين من خلال إنشاء منظمة تمثل السلطة الفلسطينية وتعترف بها  كممثل شرعي للشعب الفلسطيني. وخاطبت جامعة الدول العربية المجتمع الدولي من خلال الامم المتحدة عدة مرات.

### سوريا
في 19 ديسمبر 2011، سمحت الحكومة السورية للمراقبين الذين ارسلتهم  جامعة الدول العربية، بمراقبة التقدم السوري في سحب القوات من مناطق الاحتجاج، واطلاق سراج السجناء السياسيين، والتفاوض مع المعارضيين، حيث وافقت المهمة الخطة السلمية لجامعة الدول العربية في حل الأزمة السورية، في 28 يناير2012 أعلنت جامعة الدول العربية عن تعليق مهمتها إلى أجل غير مسمى مشيرة إلى أن القمع الأمني الحكومي جعل التقدم خطيرًا وأدى إلى مقتل الابرياء في البلاد. وقال«نبيل العربي» رئيس جامعة الدول العربية: أنه بعد مناقشات مع وزراء الخارجية العرب قررت الجامعة وقف كافة أنشطتها في سوريا.